# Ischyronota desertorum
Ischyronota desertorum là một loài bọ cánh cứng trong họ Chrysomelidae. Loài này được Gebler miêu tả khoa học năm 1833.